# Sauber C16
El Sauber C16 fue el coche con el que la escudería Sauber compitió en la temporada 1997 de Fórmula 1. Inicialmente fue conducido por el británico Johnny Herbert, que cumplía su segunda temporada con el equipo, y el italiano Nicola Larini.

## Resumen
El lugar de Larini en el equipo se aseguró mediante un acuerdo que le dio al equipo los motores del cliente Ferrari del año anterior que se usaron en el F310 que obtuvo tres victorias en 1996, con el distintivo Petronas en deferencia al principal patrocinador malasio del equipo. Este acuerdo para utilizar motores Ferrari duró hasta la compra del equipo por parte de BMW para 2006.
Sin embargo, Larini, el piloto de pruebas de Ferrari, no estaba contento con el ambiente del equipo y abandonó después de cinco Grandes Premios. Su compatriota italiano Gianni Morbidelli fue sustituido, pero se rompió el brazo en dos ocasiones durante el año y tuvo que ser sustituido por el novato argentino Norberto Fontana mientras se recuperaba. Los tres pilotos fueron ampliamente superados por Herbert.
Inicialmente, el automóvil C16 fue diseñado para acomodar el motor Ford Zetec, pero la decisión de cambiar de motores Ford a Ferrari en noviembre de 1996 trajo consigo varios desafíos para el equipo de diseño dirigido por el director técnico de Sauber, Leo Ress. Mientras que el motor Ford presentaba el V8 montado en la parte trasera del motor, los dos cilindros adicionales colocados en forma de V del banco de cilindros, el motor Ferrari de la marca Petronas incluía los tres componentes unidos a la parte trasera del motor y, por lo tanto, requería Sauber cambiará su enfoque de diseño. Para dar cabida al SPE-01, Sauber tuvo que remodelar el compartimento del motor, la caja de cambios y la geometría de la suspensión trasera debido a un retraso en el cambio de motor. El motor SPE-01 permitió al equipo más flexibilidad con el tamaño y la posición de la pila de combustible y permitió que el motor se colocara más cerca del conductor, sin embargo, la posición adicional de 2 cilindros en el motor creó dificultades ya que sobresalía en el espacio ocupado por la caja de cambios. Posteriormente, se pidió al equipo que rediseñara la caja de cambios y revisara por completo los puntos de montaje de la suspensión trasera para poder adaptarlos al motor.
Los cambios necesarios para acomodar el SPE-01 permitieron a Sauber desarrollar un diseño radical en la geometría de la suspensión trasera, así como en el alargamiento de la distancia entre ejes. El diseño combina todos los elementos superiores de la suspensión en una sola pieza, minimizando así la cantidad de carrocería en un área clave del chasis y, a su vez, reduciendo la resistencia al tiempo que le da al equipo un mayor grado de control sobre el aire que fluye sobre el difusor trasero. y produciendo un agarre más aerodinámico.
El cambio a motores Ferrari de la marca Petronas resultó en pocos problemas para el equipo. Durante las pruebas de pretemporada, se observó que el C16 tenía marcas de quemaduras en la parte trasera del capó del motor causadas por el embalaje semihermético y la refrigeración insuficiente para la temperatura máxima del motor. El equipo introdujo un paquete de refrigeración temporal durante la prueba antes de una actualización planificada de la carrocería del coche, y posteriormente expresó su confianza en que los problemas de fiabilidad del motor se habían resuelto.
Contra algunas expectativas, el coche era competitivo al comienzo de la temporada, pero decayó ligeramente a medida que avanzaba la temporada debido a la falta de desarrollo en comparación con rivales mejor financiados. La impresionante temporada de Herbert culminó con el tercer podio del equipo en el Gran Premio de Hungría de 1997 (donde también venció a ambos Ferrari oficiales). Anotó todos menos uno de los puntos del equipo.
El equipo finalmente terminó séptimo en el Campeonato de Constructores, con 16 puntos.
Muchos años después, se filtraron unas fotografías que mostraban una prueba ultrasecreta realizada por Michael Schumacher con el C16 en el circuito de pruebas de Ferrari en Fiorano, Italia. La prueba tuvo lugar en septiembre de 1997 en un C16 sin insignia.

## Resultados
(Clave) (negrita indica pole position) (cursiva indica vuelta rápida)

| Año     | Motor        | Neu. | N.º | Pilotos           | 1   | 2   | 3   | 4   | 5   | 6   | 7   | 8   | 9   | 10  | 11  | 12  | 13  | 14  | 15  | 16  | 17  | Puntos | Pos. |
| ------- | ------------ | ---- | --- | ----------------- | --- | --- | --- | --- | --- | --- | --- | --- | --- | --- | --- | --- | --- | --- | --- | --- | --- | ------ | ---- |
| 1997    | Petronas V10 | G    |     |                   | AUS | BRA | ARG | SMR | MON | ESP | CAN | FRA | GBR | GER | HUN | BEL | ITA | AUT | LUX | JPN | EUR | 16     | 7.º  |
| 1997    | Petronas V10 | G    | 16  | Johnny Herbert    | Ret | 7   | 4   | Ret | Ret | 5   | 5   | 8   | Ret | Ret | 3   | 4   | Ret | 8   | 7   | 6   | 8   | 16     | 7.º  |
| 1997    | Petronas V10 | G    | 17  | Nicola Larini     | 6   | 11  | Ret | 7   | Ret |     |     |     |     |     |     |     |     |     |     |     |     | 16     | 7.º  |
| 1997    | Petronas V10 | G    | 17  | Gianni Morbidelli |     |     |     |     |     | 14  | 10  |     |     |     | Ret | 9   | 12  | 9   | 9   | DNS |     | 16     | 7.º  |
| 1997    | Petronas V10 | G    | 17  | Norberto Fontana  |     |     |     |     |     |     |     | Ret | 9   | 9   |     |     |     |     |     |     | 14  | 16     | 7.º  |
| Fuente: |              |      |     |                   |     |     |     |     |     |     |     |     |     |     |     |     |     |     |     |     |     |        |      |